# Frelinghien
Frelinghien [fʁəlɛ̃ɡjɛ̃] est une commune française, située dans le département du Nord en région Hauts-de-France. Elle fait partie de la Métropole européenne de Lille.

## Géographie

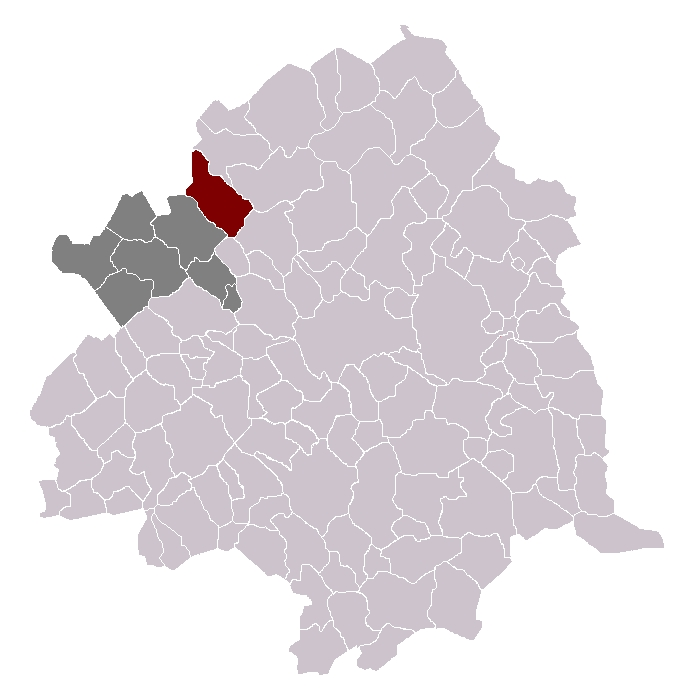
Frelinghien dans son canton et son arrondissement.

### Situation
Frelinghien est située dans la partie nord-ouest de la métropole lilloise. La commune est limitrophe de la Belgique.

### Communes limitrophes
| Warneton ( Belgique) | Warneton ( Belgique) | Deûlémont         |
| Houplines            | Frelinghien          | Deûlémont         |
| Pérenchies           | Verlinghem           | Quesnoy-sur-Deûle |

### Hydrographie

#### Réseau hydrographique
La commune est située dans le bassin Artois-Picardie. Elle est drainée par la Lys, la Becque du château, la Becque du Plaquet, la Becque Germaine, le Courant du pont pendu et divers autres petits cours d'eau,.
La Lys, d'une longueur de 134 km en France, prend sa source dans la commune de Lisbourg, à l'altitude de 114,7 mètres, et se jette dans l'Escaut à Gand à 4,45 mètres d'altitude. Les caractéristiques hydrologiques de la Lys sont données par la station hydrologique située sur la commune. Le débit moyen mensuel est de 11,1 m3/s. Le débit moyen journalier maximum est de 9 526 décembre 199 394,6 m3/s, atteint le 28 décembre 2012.

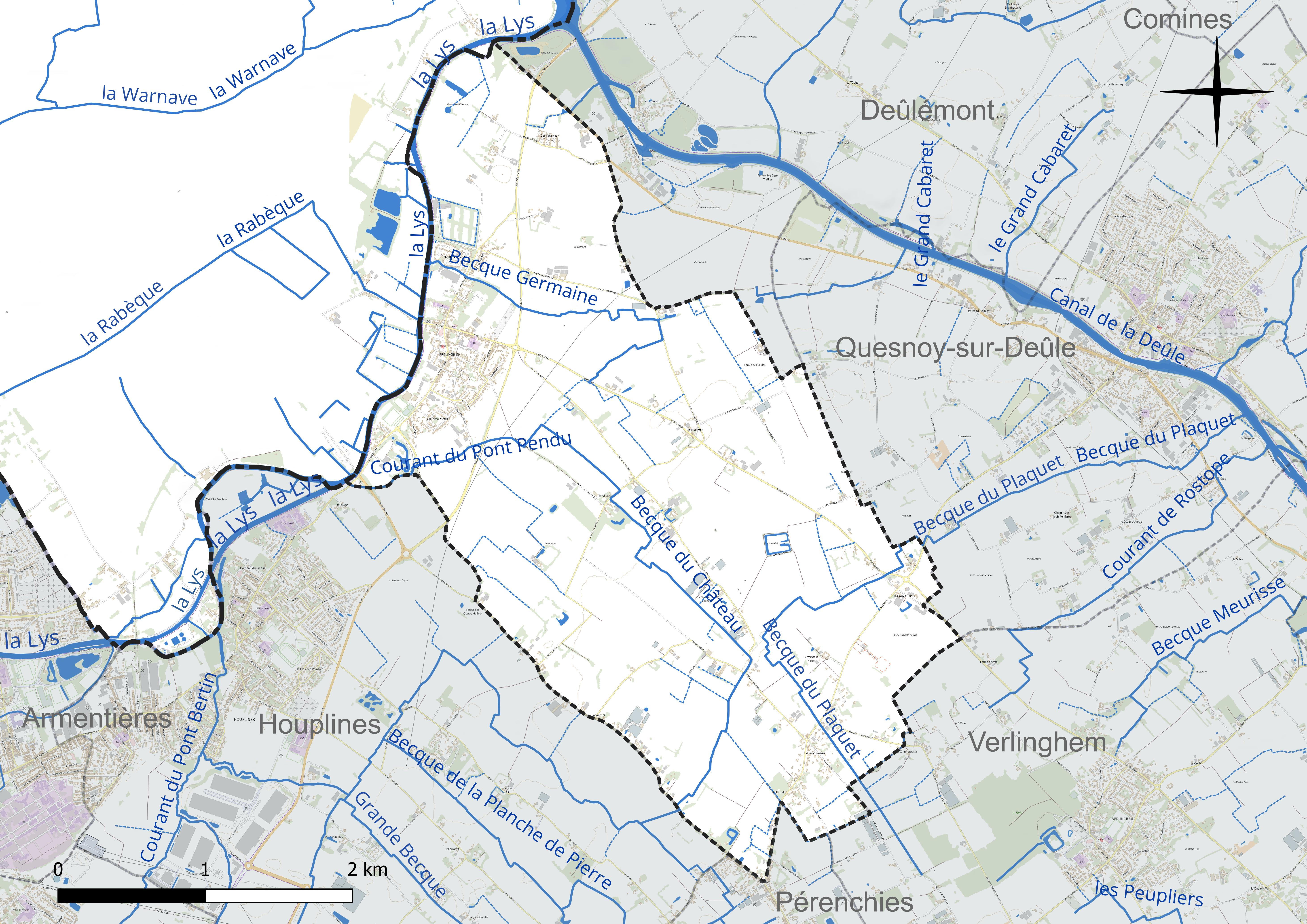
Réseau hydrographique de Frelinghien.

#### Gestion et qualité des eaux
Le territoire communal est couvert par le schéma d'aménagement et de gestion des eaux (SAGE) « Lys ». Ce document de planification concerne un territoire de 1 835 km2 de superficie, délimité par le bassin versant de la Lys. Le périmètre a été arrêté le 29 mai 1995 et le SAGE proprement dit a été approuvé le 6 août 2010, puis révisé le 20 septembre 2019. La structure porteuse de l'élaboration et de la mise en œuvre est le syndicat mixte pour l'élaboration du SAGE de la Lys (SYMSAGEL). 
La qualité des cours d'eau peut être consultée sur un site dédié géré par les agences de l'eau et l'Agence française pour la biodiversité. 

### Climat
Pour des articles plus généraux, voir Climat des Hauts-de-France et Climat du Nord.
En 2010, le climat de la commune est de type climat océanique dégradé des plaines du Centre et du Nord, selon une étude du CNRS s'appuyant sur une série de données couvrant la période 1971-2000. En 2020, Météo-France publie une typologie des climats de la France métropolitaine dans laquelle la commune est exposée à un climat océanique et est dans la région climatique  Nord-est du bassin Parisien, caractérisée par un ensoleillement médiocre, une pluviométrie moyenne régulièrement répartie au cours de l'année et un hiver froid (3 °C). 
Pour la période 1971-2000, la température annuelle moyenne est de 10,6 °C, avec une amplitude thermique annuelle de 14 °C. Le cumul annuel moyen de précipitations est de 695 mm, avec 11,8 jours de précipitations en janvier et 8,6 jours en juillet. Pour la période 1991-2020, la température moyenne annuelle observée sur la station météorologique la plus proche, située sur la commune de Lesquin à 18 km à vol d'oiseau, est de 11,3 °C et le cumul annuel moyen de précipitations est de 740,0 mm,. Pour l'avenir, les paramètres climatiques de la commune estimés pour 2050 selon différents scénarios d'émission de gaz à effet de serre sont consultables sur un site dédié publié par Météo-France en novembre 2022.

## Urbanisme

### Typologie
Au 1er janvier 2024, Frelinghien est catégorisée ceinture urbaine, selon la nouvelle grille communale de densité à sept niveaux définie par l'Insee en 2022.
Elle appartient à l'unité urbaine d'Armentières (partie française), une agglomération internationale regroupant dix  communes, dont elle est une commune de la banlieue,,. Par ailleurs la commune fait partie de l'aire d'attraction de Lille (partie française), dont elle est une commune de la couronne,. Cette aire, qui regroupe 201 communes, est catégorisée dans les aires de 700 000 habitants ou plus (hors Paris),.

### Occupation des sols
L'occupation des sols de la commune, telle qu'elle ressort de la base de données européenne d'occupation biophysique des sols Corine Land Cover (CLC), est marquée par l'importance des territoires agricoles (92,2 % en 2018), une proportion sensiblement équivalente à celle de 1990 (92,1 %). La répartition détaillée en 2018 est la suivante : 
terres arables (85,5 %), prairies (4,4 %), zones urbanisées (3,9 %), zones industrielles ou commerciales et réseaux de communication (3,9 %), zones agricoles hétérogènes (2,3 %). L'évolution de l'occupation des sols de la commune et de ses infrastructures peut être observée sur les différentes représentations cartographiques du territoire : la carte de Cassini (XVIIIe siècle), la carte d'état-major (1820-1866) et les cartes ou photos aériennes de l'IGN pour la période actuelle (1950 à aujourd'hui).

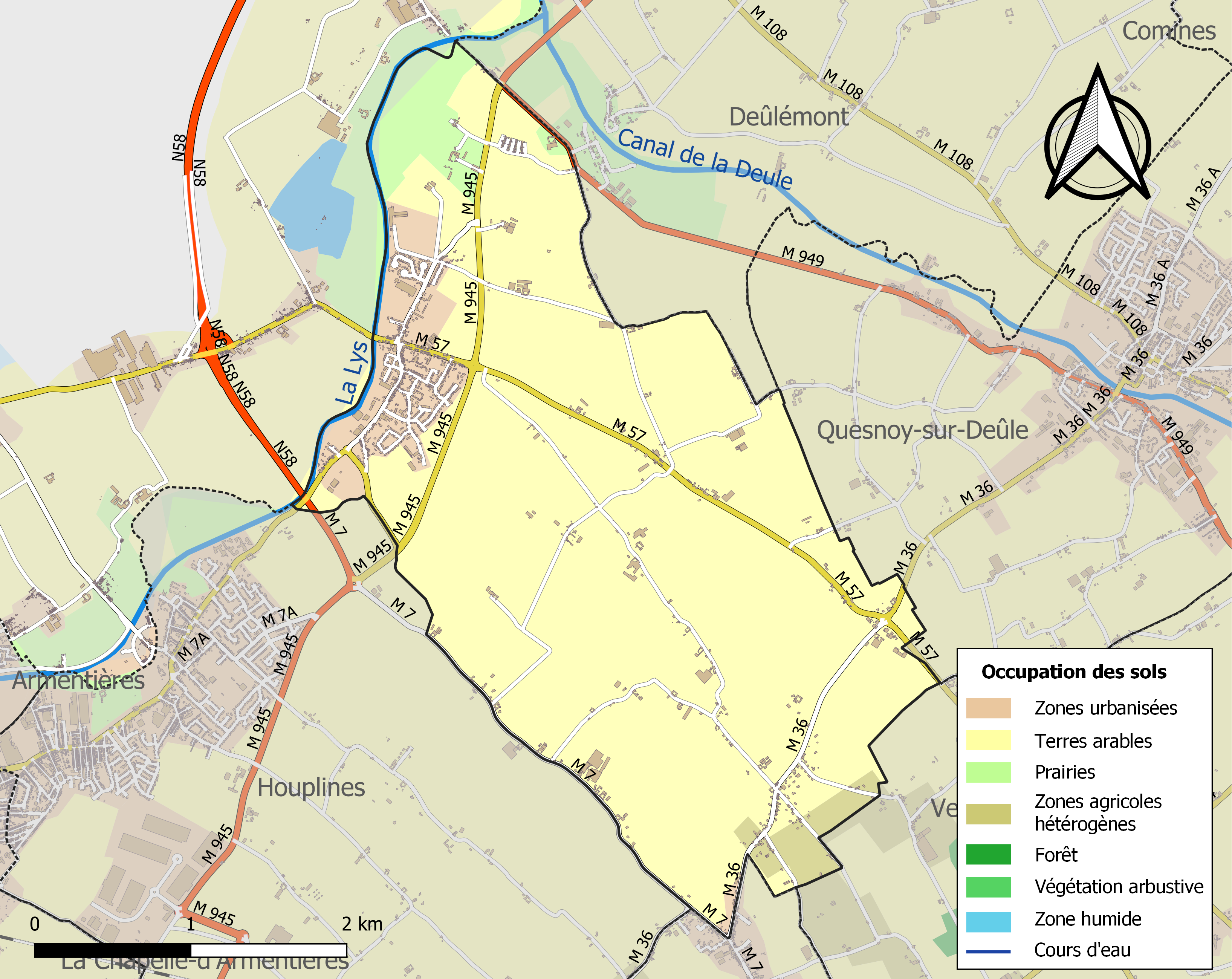
Carte des infrastructures et de l'occupation des sols de la commune en 2018 (CLC).

### Voies de communication et transports
La commune est desservie, en 2023, par les lignes 75, 76, 80, 81, 82 et par les lignes de transport à la demande 22R, 27R, 75R, 76R et 82R du réseau Ilévia. Elle est également desservi par la ligne 6 du réseau belge TEC Hainaut.

## Toponymie
Le nom de la localité est attesté sous les formes Ferlingehem au XIe siècle ; Frelinghen en 1793 ; Frelinghiem en 1801.
Le nom du village est d'origine germanique, caractéristique du pays flamand. En effet, il s'agit d'une formation toponymique typique en -ing-hem, -ing étant le suffixe qui désigne la parentèle et -hem un appellatif qui signifie « foyer, habitation ». Le premier élément Ferl- > Frel- représente un anthroponyme selon le cas général. Albert Dauzat qui ne cite aucune forme ancienne, avait suggéré Fridila, mais Ernest Nègre préfère Frelo, d'où le sens global d'« habitation des gens de Fridila / Frelo ».
Remarque : Le toponyme Freylange (forme romanisée), dans le Pays d'Arlon (Luxembourg belge), a pratiquement le même sens, signifiant « gens de Frelo ».  
Ferlingen en flamand.

## Histoire
On trouve mentionné le nom du village dans des écrits datant de 1066 relatant la cession d'une partie des biens du comte de Flandre « des manses et des bonniers « au chapitre collégial Saint-Pierre de Lille. Au Moyen Âge la zone de circulation des marchandises : draps, fils, laine, mais aussi produits agricoles, meubles, épices entre Ypres et Lille transitait par Frelinghien[réf. nécessaire].
Faisant partie des Pays-Bas espagnols aux XVIe et XVIIe siècles, la seigneurie de Frelinghien appartiendra à la famille de Croix représentée par les marquis d'Heuchin de 1628 à la Révolution.
Frelinghien ne sera rattaché à la France qu'en 1713, après avoir souffert des guerres successives entre Capétiens et Habsbourg.
Mais le village se trouve une nouvelle fois mis en première ligne lors d'évènements douloureux datant de 1792 (les archives départementales du Nord font mention de faits se déroulant au lieu-dit : le Pont rouge...) « En septembre 1792 les Autrichiens en guerre contre la France sont à Warneton. Les gardes nationaux de Frelinghien, assistés par ceux des communes voisines utilisent la redoute construite par Vauban au Pont Rouge. Ils forcent l'ennemi à repasser la Lys et accompagnent un convoi de bateaux de vivre destinés à l'armée française. Le Pont Rouge devient alors un haut lieu du patriotisme frelinghinois. »
En 1802-1803, il existe sur la commune un bac appelé Bac du Pont Rouge utilisé pour franchir la Lys et faciliter la communication entre Lille et Ypres.
Des évènements plus joyeux jalonnent l'histoire de la commune telle la fête musicale et militaire internationale de 1909 organisée au Pont Rouge. De nombreuses sociétés locales sont représentées car déjà à cette époque la vie associative frelinghinoise est très riche. Quelques exemples de sociétés actives :
- Société des archers (4 recensées en 1819)
- Société d'arbalétriers (3 recensées en 1862)
- La musique municipale ou philharmonique fondée en 1862 par M. Dufour (frère Alcade) société encore au goût du jour et active puisqu'elle a fêté ses 140 ans le 28 avril 2002
- La chorale « La Lyre » fondée en 1884
- La chorale « Les amis réunis » fondée en 1890
- Des sociétés diverses :
  - Société de saint Vincent de Paul
  - Cercle des bons amis
  - Anciens militaires
  - Société colombophile « L'Hirondelle » fondée en 1885
  - Société de gymnastique « la française » fondée en 1893
  - Vélo sport frelinghinois fondé en 1900

Entre 1895 et 1932, un tramway circule entre Armentières et Halluin, il passe par Bousbecque, Deûlémont, Frelinghien, Houplines, Wervicq-Sud.
Pendant la première guerre mondiale, en 1914, la ligne de front autour d'Ypres (voir Première bataille d'Ypres  et Front de l'Yser où figure une carte du front) passe par Frelinghien, Ploegsteert, Messines, où se font face dans leurs tranchées, soldats britanniques et allemands. La commune de Frelinghien, affreusement détruite pendant la guerre, est également entrée dans l'histoire comme étant un des lieux de la célèbre trêve de Noël 1914 (voir Joyeux Noël). Les soldats des deux camps ont fait taire les armes, se sont parlé, se sont échangé cigarettes et cigares, ont chanté des chants de Noël, ont bu ensemble rhum et schnaps, ont même improvisé un match de football. La trêve se prolongera pendant quelques jours. Une plaque commémorative a été érigée et inaugurée le 11 novembre 2008 à Frelinghien pour rappeler l'évènement.
Les monuments, les habitations sont reconstruits progressivement, peu de constructions à part les blockhaus ayant résisté aux destructions. L'église Saint-Amand date de 1920. La cloche qu'elle abrite a été fondue avec les débris de celle brûlée en octobre 1914. Le monument aux morts a été inauguré en 1924. Les maisons de brique de la Place des Combattants et de la rue d'Armentières datent en général des années 1920.

## Héraldique
|  | Les armes de Frelinghien se blasonnent ainsi :"D'azur au nom de Frelinghien d'argent, mis en bande entre deux cotices d'or, et accompagné en chef à senestre d'un écu d'or au lion de sable (le lion des Flandre)." |

## Politique et administration

### Liste des maires
Maire de 1802 à 1807 : L. F. Breuvart,.

Maire en 1881 : Destombes.
| Période                                  | Période      | Identité                | Étiquette | Qualité |
| ---------------------------------------- | ------------ | ----------------------- | --------- | --- |
| 1891                                     | 1903         | François Lesmesre       |           | |
| 1903                                     | 1904         | Jean Baptiste Ducroquet |           | |
| 1904                                     | 1922         | Émile Pruvost           |           | |
| 1922                                     | 1929         | René Leblon             |           | |
| 1929                                     | 1935         | Désiré Philippo         |           | |
| 1935                                     | octobre 1947 | Michel Pruvost          |           | |
| octobre 1947                             | mars 1971    | Isaac Masse             |           | |
| mars 1971                                | mai 2020     | Michel Pacaux           | DVG       | Cordonnier orthopédiste retraité Vice-président de la Communauté urbaine de Lille Président du Syndicat intercommunal de Quesnoy-sur-Deûle, Frelinghien et Deûlémont |
| mai 2020                                 | En cours     | Marie-Christine Fin     | DVG       | Biologiste retraitée |
| Les données manquantes sont à compléter. |              |                         |           | |

### Instances judiciaires et administratives
La commune relève du tribunal d'instance de Lille, du tribunal de grande instance de Lille, de la cour d'appel de Douai, du tribunal pour enfants de Lille, du tribunal de commerce de Tourcoing, du tribunal administratif de Lille et de la cour administrative d'appel de Douai.

## Population et société

### Démographie

#### Évolution démographique
L'évolution du nombre d'habitants est connue à travers les recensements de la population effectués dans la commune depuis 1793. Pour les communes de moins de 10 000 habitants, une enquête de recensement portant sur toute la population est réalisée tous les cinq ans, les populations de référence des années intermédiaires étant quant à elles estimées par interpolation ou extrapolation. Pour la commune, le premier recensement exhaustif entrant dans le cadre du nouveau dispositif a été réalisé en 2004.

En 2022, la commune comptait 2 617 habitants, en évolution de +8,95 % par rapport à 2016 (Nord : +0,51 %, France hors Mayotte : +2,11 %).
| 1793  | 1800  | 1806  | 1821  | 1831  | 1836  | 1841  | 1846  | 1851  |
| ----- | ----- | ----- | ----- | ----- | ----- | ----- | ----- | ----- |
| 2 163 | 2 172 | 2 070 | 2 165 | 2 369 | 2 237 | 2 185 | 2 152 | 2 084 |

| 1856  | 1861  | 1866  | 1872  | 1876  | 1881  | 1886  | 1891  | 1896  |
| ----- | ----- | ----- | ----- | ----- | ----- | ----- | ----- | ----- |
| 2 174 | 2 149 | 2 165 | 2 034 | 2 236 | 2 388 | 2 601 | 2 523 | 2 614 |

| 1901  | 1906  | 1911  | 1921 | 1926  | 1931  | 1936  | 1946  | 1954  |
| ----- | ----- | ----- | ---- | ----- | ----- | ----- | ----- | ----- |
| 2 533 | 2 376 | 2 262 | 956  | 1 504 | 1 518 | 1 509 | 1 537 | 1 561 |

| 1962  | 1968  | 1975  | 1982  | 1990  | 1999  | 2004  | 2006  | 2009  |
| ----- | ----- | ----- | ----- | ----- | ----- | ----- | ----- | ----- |
| 1 560 | 1 703 | 1 942 | 2 181 | 2 228 | 2 395 | 2 363 | 2 566 | 2 494 |

| 2014  | 2019  | 2022  | - | - | - | - | - | - |
| ----- | ----- | ----- | - | - | - | - | - | - |
| 2 400 | 2 447 | 2 617 | - | - | - | - | - | - |

#### Pyramide des âges
La population de la commune est relativement jeune.
En 2018, le taux de personnes d'un âge inférieur à 30 ans s'élève à 33,5 %, soit en dessous de la moyenne départementale (39,5 %). À l'inverse, le taux de personnes d'âge supérieur à 60 ans est de 25,0 % la même année, alors qu'il est de 22,5 % au niveau départemental.
En 2018, la commune comptait 1 196 hommes pour 1 235 femmes, soit un taux de 50,8 % de femmes, légèrement inférieur au taux départemental (51,77 %).
Les pyramides des âges de la commune et du département s'établissent comme suit.
| Hommes | Classe d’âge | Femmes |
| ------ | ------------ | ------ |
| 0,4    | 90 ou +      | 0,7    |
| 6,3    | 75-89 ans    | 8,4    |
| 16,5   | 60-74 ans    | 17,4   |
| 22,6   | 45-59 ans    | 22,1   |
| 18,9   | 30-44 ans    | 19,5   |
| 15,8   | 15-29 ans    | 15,0   |
| 19,4   | 0-14 ans     | 16,8   |

| Hommes | Classe d’âge | Femmes |
| ------ | ------------ | ------ |
| 0,5    | 90 ou +      | 1,4    |
| 5,3    | 75-89 ans    | 8,1    |
| 14,8   | 60-74 ans    | 16,2   |
| 19,1   | 45-59 ans    | 18,4   |
| 19,5   | 30-44 ans    | 18,7   |
| 20,7   | 15-29 ans    | 19,1   |
| 20,2   | 0-14 ans     | 18     |

## Lieux et monuments
- L'observatoire militaire de la guerre 1914-1918, inscrit à l'inventaire des monuments historiques en 1922[40].
- « L'étang de pêche » : Creusé en 1988. La première ouverture de pêche s'y est faite au printemps 1991. Attenant aux manèges de l'Ahfra. C'est un des lieux de promenade privilégiée des Frelinghinois. Son aménagement paysager s'est fait progressivement (terminé depuis le printemps 1989) Les plantations sont maintenant étoffées et donnent de l'ombre aux promeneurs, mais aussi aux nombreux pécheurs qui se rassemblent sur les berges de l'étang de pêche.
- les manèges de « l'AHFRA » : Les premiers chevaux ont été accueillis dans le manège en avril 1986. Un deuxième manège est en service depuis 1991
- Depuis peu, la municipalité a lancé l'ouverture de la médiathèque à l'emplacement de l'ancienne mairie.
- Le monument aux morts situé devant l'église. Il fut déplacé il y a quelques années.
- La mairie, en service depuis 2006.
- La rivière de la Lys.

### Monuments Chrétiens
- L'église : Comme presque tout le village, l'église de Frelinghien n'a pas survécu à la guerre de 1914-1918. Elle a été détruite le 28 octobre 1914 par les Anglais, car elle servait d'observatoire Allemand. Les travaux de reconstruction ont débuté en juin 1923 sous les ordres de l'architecte M. Louis Six. La pose de première pierre a été faite le 21 mai 1923. La bénédiction et l'inauguration ont été faites le 4 octobre 1925. L'église est dédiée à Saint Amand, évangélisateur des Flandres. Elle est aussi un lieu de dévotion à Sainte apolline et Sainte Saturnine.
- Le cimetière : Il n'est pas excentré comme dans de nombreuses villes mais bien intégré au cœur du village. Agrandi en 1991, « Le nouveau cimetière » possède un columbarium.
- Un observatoire allemand de la Première Guerre Mondiale, classé vestige de guerre, est visible à Frelinghien. Il couvre la visibilité sur plusieurs blockhaus.
- Calvaire Notre-Dame des Douleurs. Érigé en 1939 et béni par le Cardinal Liénart en 1941.
- Calvaire du Temple.
- Chapelle "à la gloire de Notre Dame" (avec statue de Notre Dame de Dadizele).
- Chapelle "Marie, Mère de miséricorde".
- Chapelle "Notre Dame de la Médaille Miraculeuse".
- Chapelle "Notre Dame de la Providence". Construite en 1934 par la famille Destombe-Roland pour avoir été préservée pendant la première guerre mondiale en dépit d'activités dans la résistance.
- Chapelle "Sainte et Immaculée Mère de Dieu" (avec statue de Notre Dame de Lourdes).
- Chapelle "Saint Michel" et Square du Train de Loos.

## Galerie

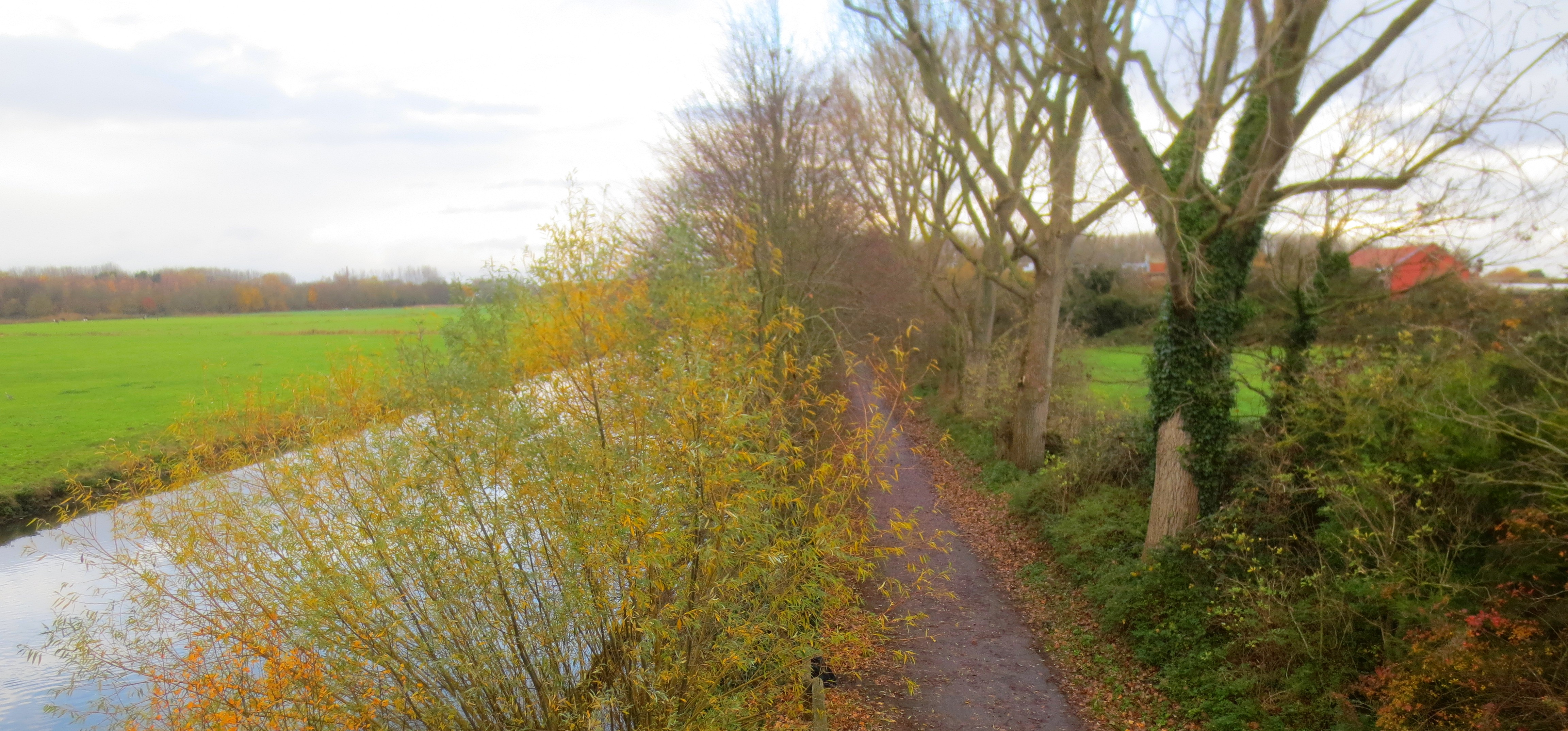
La Lys.
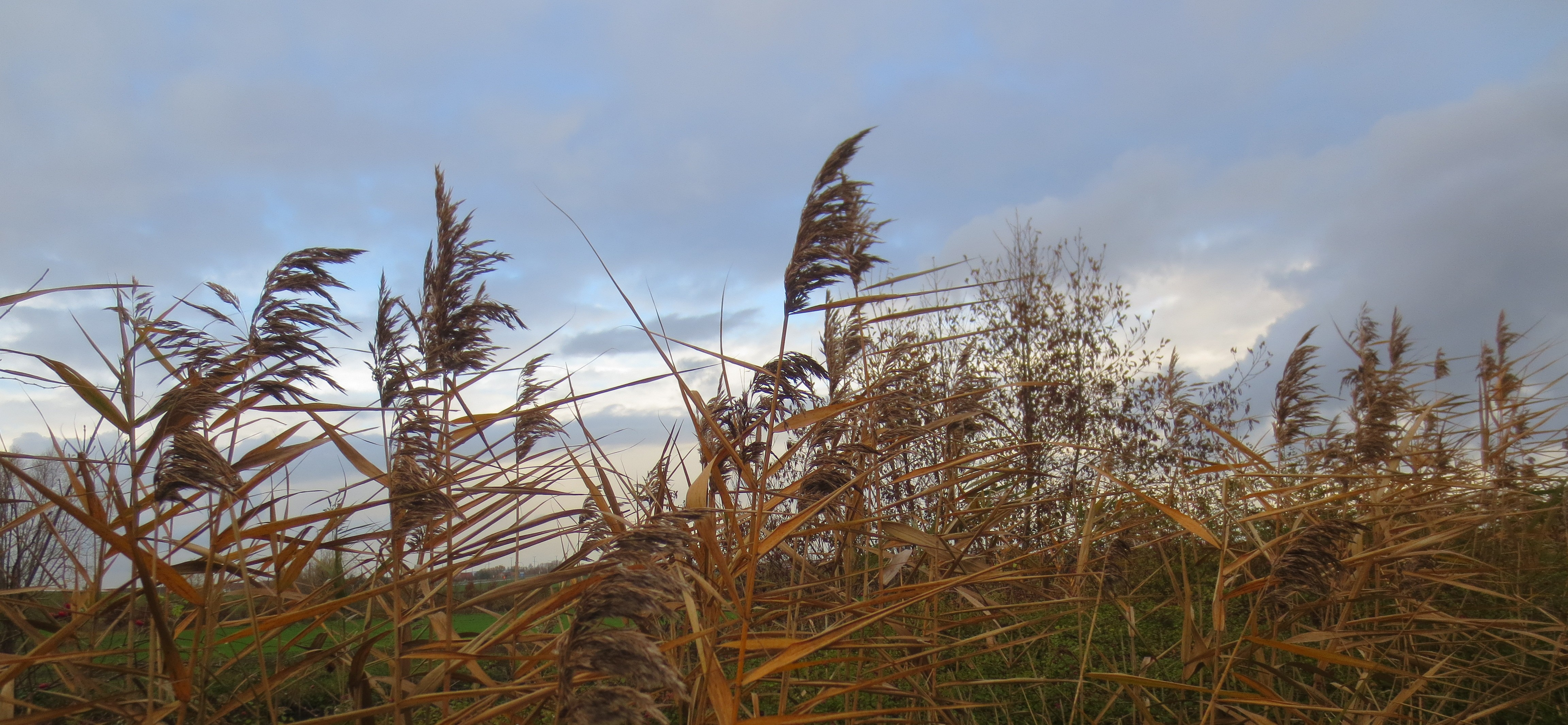
Les berges.
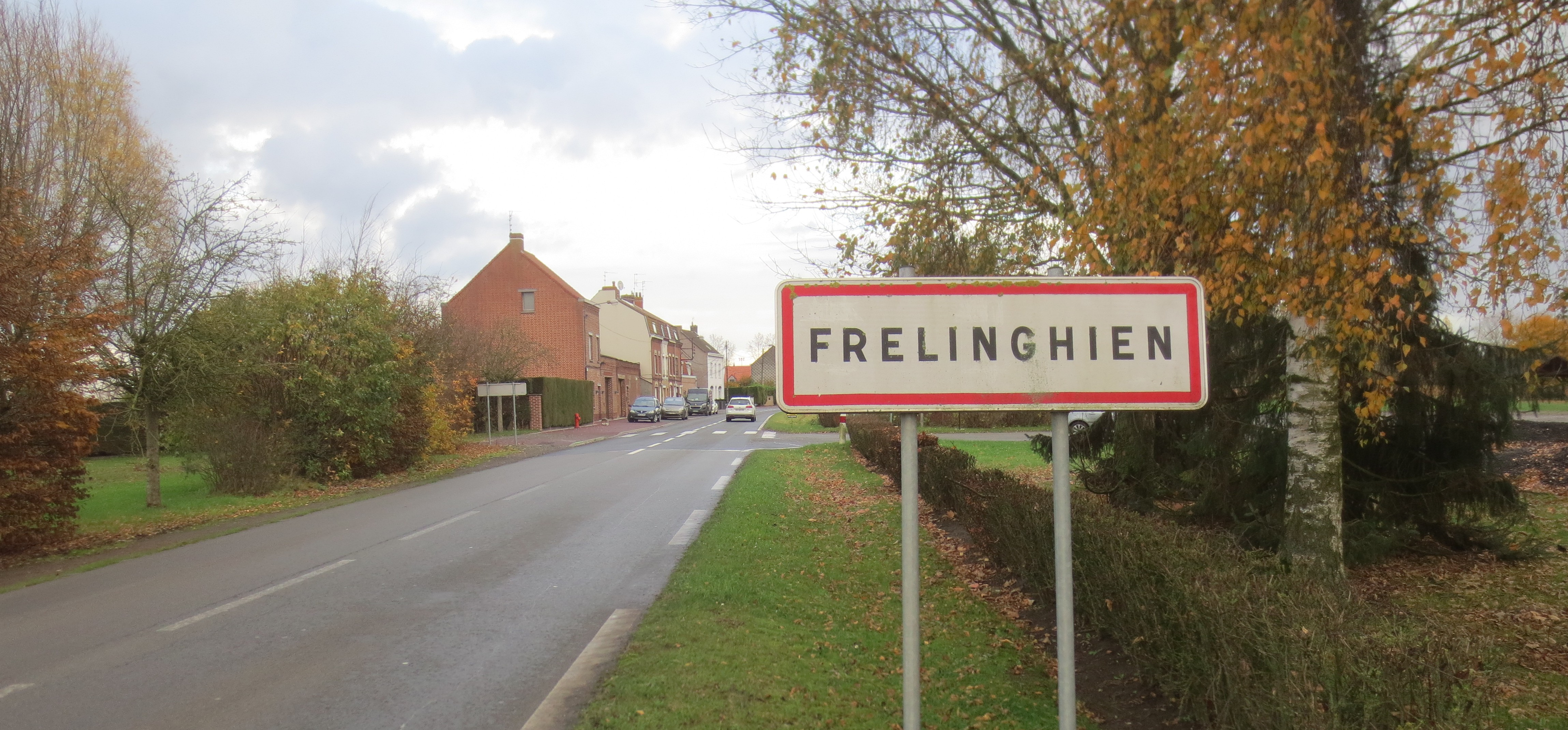
L'entrée de la commune.
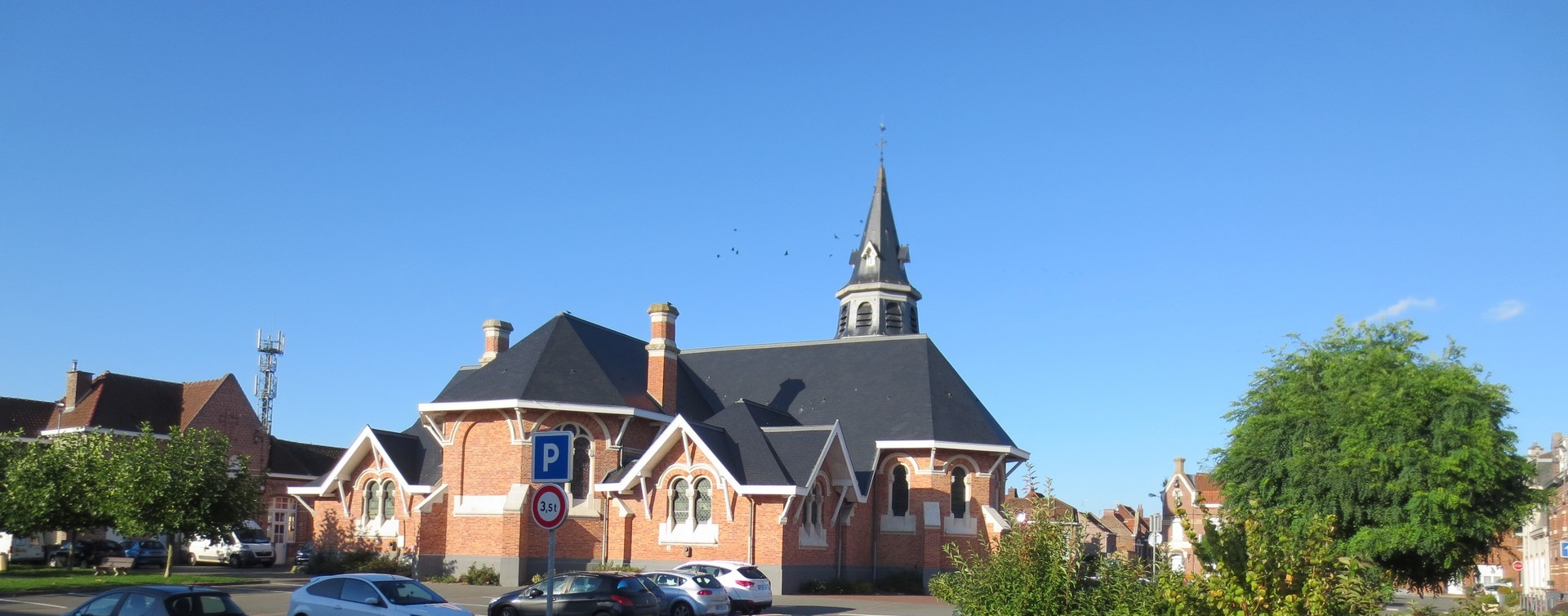
L'église.
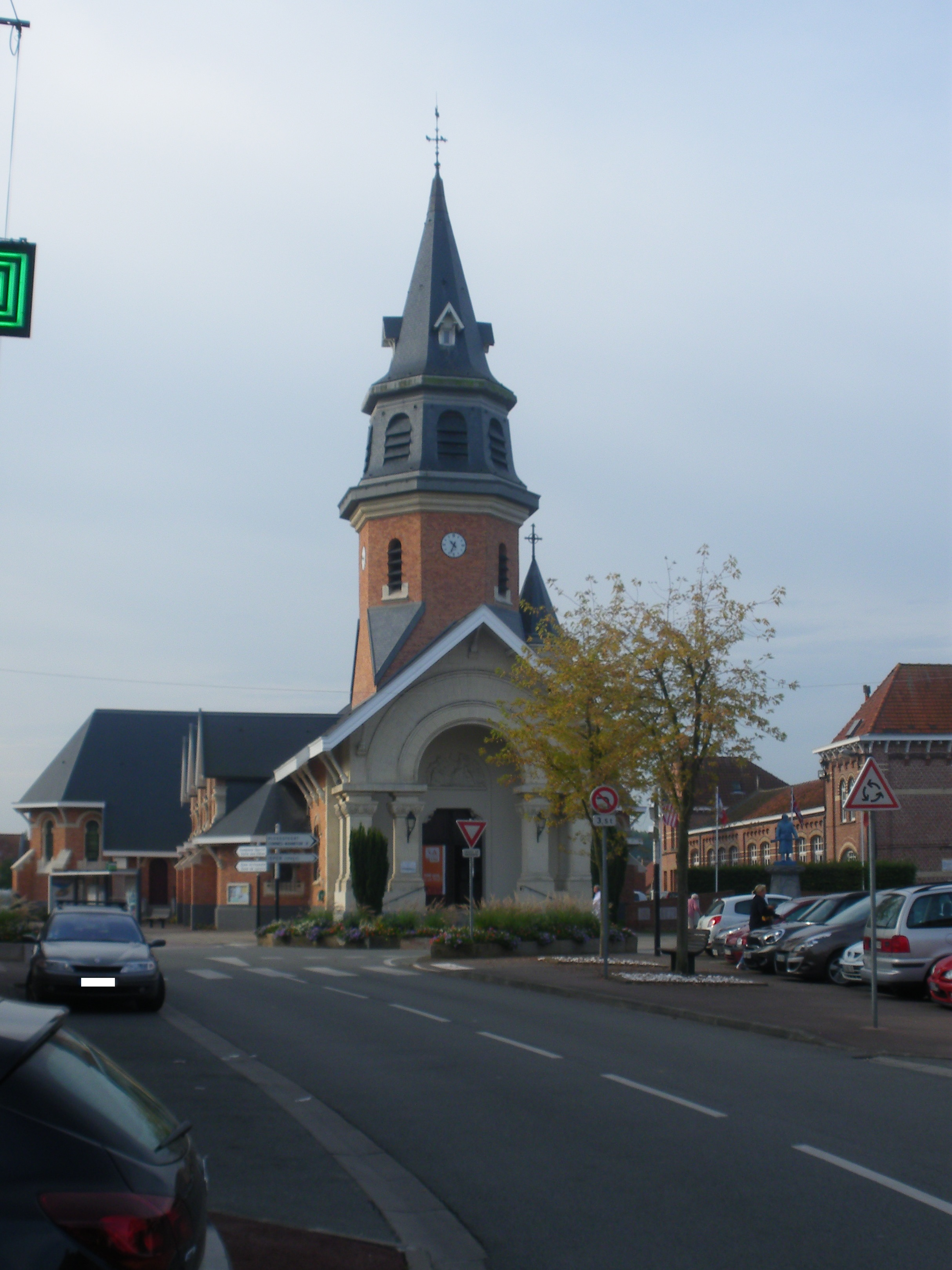
L'église Saint-Amand.
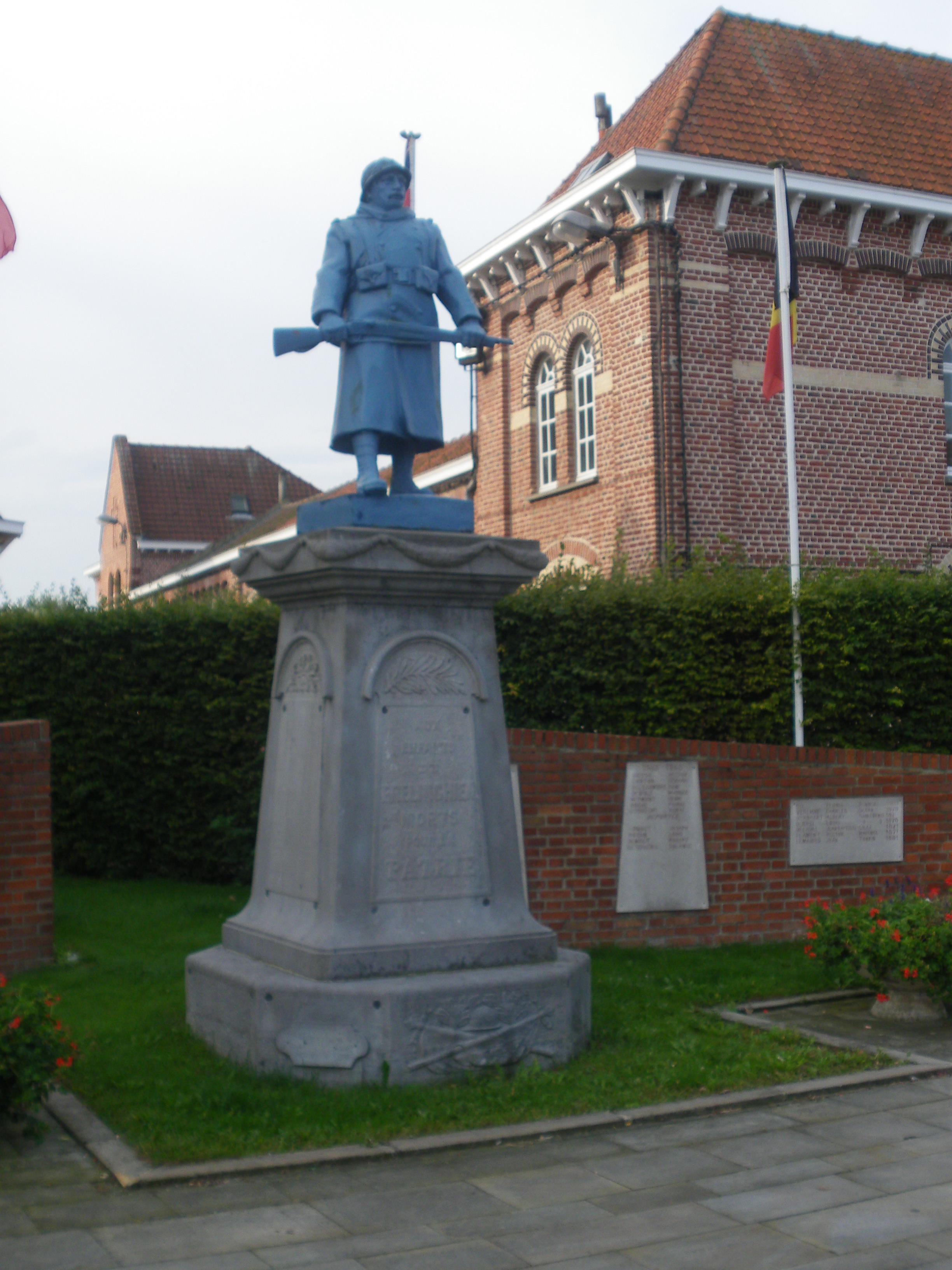
Monument aux morts.

## Personnalités liées à la commune
- Dujardin (chef chouan), né à Frelinghien en 1772.

## Pour approfondir